# أكسفورد
أُكْسَفُورَد (بالإنجليزية: Oxford)‏ (باللاتينية: Oxon) وذُكرت سابقًا باسم غركة فرت مدينة تقع في أكسفوردشير، في وادي نهر التمز بإنجلترا. عدد سكانها 145100 نسمة (إحصائية 2004)، وبها تقع جامعة أكسفورد، أعرق جامعات البلدان الناطقة بالإنجليزية. وهي مدينة صغيرة المساحة بالنسبة لتعداد سكانها ولكنها تشتهر عالميا لاحتضانها لجامعة أكسفورد. وتحتفظ بمساحات خضراء عديدة تصل بالحيز الزراعي إلى غاية مركز المدينة.

## الاقتصاد
لديها قاعدة اقتصادية متنوعة فمن النشاطات ذات الأهمية فيها صناعة السيارات والأبحاث المتعلقة، والتعليم بكل مراحله (بجانب جامعتين يتوافد إليها طلاب لحضور دورات صيفية لتعلم الإنجليزية لغة ثانية) والنشر (مثلا مطبعة جامعة أكسفورد)، وعدد كبير من الشركات العاملة في قطاعات تقنية المعلومات والناشئة من نتائج البحوث العلمية.

## العمارة
تتميز مدينة أكسفورد باحتضانها أمثلة لكافة الطرازات المعمارية الإنجليزية الوافدة منها والأصيلة منذ فجر التاريخ المعروف لما بات يعرف اليوم بدولة إنجلترا، وهو وصول القبائل السكسونية، وأبرز معالم المدينة المعمارية قمرة رادكليف التي شيدت في القرن الثامن عشر الميلادي.

## توأمة
لأكسفورد اتفاقيات توأمة مع كل من:
- غرونوبل
- بون (1947 - )
- لايدن
- بينيفنتو
- قطانية
- بيرم

## أعلام
- هيو لوري
- روالد دال
- جون كندرو
- جورج بيركلي
- ألبرت حوراني
- جون هولدين
- وليم لود
- ستيفن هوكينج
- جون رونالد تولكين
- محمد عبد السلام
- جوزيف رايت
- ريتشارد الأول ملك إنجلترا
- روجر باكون
- سي. إس. لويس
- تشارلز وليامز